# Бердетт (Арканзас)
Бердетт (англ. Burdette) — город, расположенный в округе Миссисипи (штат Арканзас, США) с населением в 129 человек по статистическим данным переписи 2000 года.

## География
По данным Бюро переписи населения США Бердетт имеет общую площадь в 1,81 квадратных километров, водных ресурсов в черте населённого пункта не имеется.
Город Бердетт расположен на высоте 73 метра над уровнем моря.

## Демография
По данным переписи населения 2000 года в Бердетте проживало 129 человек, 35 семей, насчитывалось 52 домашних хозяйств и 57 жилых домов. Средняя плотность населения составляла около 75,9 человек на один квадратный километр. Расовый состав Бердетта по данным переписи распределился следующим образом: 82,17 % белых, 17,05 % — чёрных или афроамериканцев, 0,78 % — представителей смешанных рас.
Из 52 домашних хозяйств в 25,0 % — воспитывали детей в возрасте до 18 лет, 57,7 % представляли собой совместно проживающие супружеские пары, в 3,8 % семей женщины проживали без мужей, 30,8 % не имели семей. 30,8 % от общего числа семей на момент переписи жили самостоятельно, при этом 1,9 % составили одинокие пожилые люди в возрасте 65 лет и старше. Средний размер домашнего хозяйства составил 2,48 человек, а средний размер семьи — 3,06 человек.
Население города по возрастному диапазону по данным переписи 2000 года распределилось следующим образом: 23,3 % — жители младше 18 лет, 8,5 % — между 18 и 24 годами, 25,6 % — от 25 до 44 лет, 35,7 % — от 45 до 64 лет и 7,0 % — в возрасте 65 лет и старше. Средний возраст жителей составил 40 лет. На каждые 100 женщин в Бердетте приходилось 101,6 мужчин, при этом на каждые сто женщин 18 лет и старше приходилось 115,2 мужчин также старше 18 лет.
Средний доход на одно домашнее хозяйство в городе составил 40 625 долларов США, а средний доход на одну семью — 49 375 долларов. При этом мужчины имели средний доход в 29 500 долларов США в год против 9250 долларов среднегодового дохода у женщин. Доход на душу населения в городе составил 18 958 долларов в год. Все семьи Бердетта имели доход, превышающий уровень бедности, 11,2 % от всей численности населения находилось на момент переписи населения за чертой бедности, при этом 11,1 % из них были моложе 18 лет.